# Eupoli

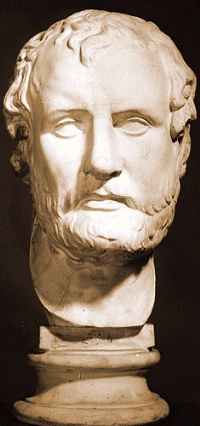
Erma ritratto di Eupoli, ritrovata ad Atene nel 1998 durante lavori pubblici.

Eupoli, figlio di Sosipoli (in greco antico: Εὔπολις?, Éupolis; Atene, 446 a.C. circa – 411 a.C.), è stato un commediografo ateniese, uno dei principali esponenti della commedia antica (l'Archaia) insieme a Cratino e Aristofane.

## Biografia
Eupoli, figlio di Sosipoli, apparteneva probabilmente alla famiglia degli Alcmeonidi (il che sarebbe confermato dai tipici nomi nobiliari del poeta e del padre) ed esordì nel 429 a.C. a diciassette anni.
Sappiamo che egli compose diciassette commedie, grazie alle quali ottenne sette vittorie. Nella sua prima opera, Prospalti (429 a.C.), Eupoli usò l'amante straniera di Pericle, Aspasia, come capro espiatorio per la guerra del Peloponneso, confrontandola con Elena di Troia. Le sue satire indignate contro Cleone (L'età aurea del 424 a.C.) e Iperbolo (Maricante, del 421 a.C.) gli valsero il soprannome di "Eupoli l'arrabbiato". Inoltre, nonostante fosse collega e amico di Aristofane, i rapporti tra i due si incrinarono ben presto, tanto che Aristofane, nella parabasi della commedia Le nuvole, accusò pubblicamente Eupoli, affermando che il suo Maricante era un plagio del collega comico Frinico e dei propri Cavalieri. Eupoli avrebbe replicato che aveva aiutato Aristofane ("il mio amico calvo") a scrivere I Cavalieri e gliene aveva fatto dono
Secondo il lessico Suda, Eupoli sarebbe morto combattendo una battaglia navale nell'Ellesponto nel 411 a.C., durante la guerra del Peloponneso.

## Opere
Delle 17 commedie di Eupoli ci sono giunti solamente circa 450 scarni frammenti, eccezion fatta per le commedie intitolate Demi e Prospaltii (un demo ateniese). Delle altre commedie conosciamo solo titoli: Età dell'Oro, Battezzatori, Città, Adulatori, Tassiarchi, Maricante.
Nei Prospalti Eupoli testimonia chiaramente le sue idee contrarie alla politica periclea in particolare servendosi dell'invettiva contro Aspasia, tra i bersagli preferiti dai detrattori dello statista. In particolare la raffigurazione di Aspasia sotto le spoglie di Elena la si poteva trovare probabilmente anche nel perduto Dionisalessandro di Cratino, parodia mitologica dalle connotazioni antipericlee. 
La figura di Alcibiade doveva essere invece l'obiettivo dell'invettiva presente nei Battezzatori, dove veniva accusato di essere stato iniziato ai misteri di una divinità barbara. Alla critica al pensiero sofistico e alla decadenza dei costumi moderni erano dedicate rispettivamente gli Adulatori e i Tassiarchi, in una visione politica e culturale per certi versi simile a quella di Aristofane. 
Nella commedia Demi, datata probabilmente 411 a.C., Eupoli esprimeva da una parte la forte critica nei confronti della politica ateniese e della sua situazione presente, dall'altra parte la speranza utopistica che la città ritornasse ai più alti fastigi. La trama si basa sul tentativo di Atene di recuperare potere e benessere: un gruppo di delegati dei demi ateniesi viene inviato nell'Ade per riportare nell'agorà quattro grandi statisti del passato: Solone, Aristide, Milziade e Pericle. Dopo aver ricondotto la città all'antico splendore, i quattro defunti ritornavano nell'Ade. Chiaramente il fatto che Pericle sia compreso tra i quattro illustri personaggi richiamati in vita, testimonia un rimpianto del commediografo nei confronti dell'abilità e dell'energia dello statista, pur avendolo duramente attaccato nei Prospalti, scritta quando Pericle era ancora in vita. Il motivo di questo cambiamento di giudizio è da ricercare nella sfrenata demagogia in cui Atene era caduta dopo la morte di Pericle, spesso ad opera di suoi successori. 
Come tipico della commedia antica, Eupoli levava la sua voce di critica nei confronti della corruzione del presente, realtà decaduta rispetto alla grandezza del passato. Oggetto delle sue invettive e dei suoi attacchi furono gli uomini politici ateniesi, le loro erronee visioni della realtà, della politica e i loro costumi corrotti.